# Cervières (Loira)
Cervières è un comune francese di 126 abitanti situato nel dipartimento della Loira nella regione dell'Alvernia-Rodano-Alpi.

## Società

### Evoluzione demografica
Abitanti censiti